# Élections législatives bas-canadiennes de 1808
Les élections législatives bas-canadiennes de 1808 se sont déroulées du 30 avril 1808 au 18 juin 1808 au Bas-Canada afin d'élire les députés de la 5e législature de la Chambre d'assemblée. 

## Chronologie
- 27 avril 1808 : Proclamation annonçant les élections générales.
- 30 avril 1808 : Émission des brefs.
- 18 juin 1808 : Retour des brefs.
- 10 avril 1809 : Ouverture de la 1re session de la 5e législature par le lieutenant-gouverneur James Henry Craig.

## Résultats
| Canadiens | Bureaucrates | Ind |
| 30 sièges | 17 sièges    | 3   |

### Résultats par district électoral
- Bedford : William Sturge Moore
- Buckingham n° 1 : Louis Legendre
- Buckingham n° 2 : Jean-Baptiste Hébert
- Cornwallis n° 1 : Joseph Le Vasseur Borgia
- Cornwallis n° 2 : Joseph Robitaille
- Devon n° 1 : Jean-Baptiste Fortin
- Devon n° 2 : François Bernier
- Dorchester n° 1 : Pierre Langlois
- Dorchester n° 2 : John Caldwell
- Effingham n° 1 : Joseph Duclos
- Effingham n° 2 : Joseph Meunier
- Gaspé : George Pyke
- Hampshire n° 1 : Antoine-Louis Juchereau Duchesnay
- Hampshire n° 2 : François Huot
- Hertford n° 1 : Louis Turgeon
- Hertford n° 2 : Étienne-Ferréol Roy
- Huntingdon n° 1 : Jean-Antoine Panet
- Huntingdon n° 2 : Irumberry de Salaberry
- Kent n° 1 : Louis-Joseph Papineau
- Kent n° 2 : Joseph-Bernard Planté
- Leinster n° 1 : Joseph-Édouard Faribault
- Leinster n° 2 : Joseph Turgeon
- Comté de Montréal n° 1 : Jean-Baptiste Durocher
- Comté de Montréal n° 2 : Louis Roy Portelance
- Montréal-Est n° 1 : James Stuart
- Montréal-Est n° 2 : Jean-Marie Mondelet
- Montréal-Ouest n° 1 : William McGillivray
- Montréal-Ouest n° 2 : Denis-Benjamin Viger
- Northumberland n° 1 : Augustin Caron
- Northumberland n° 2 : Jean-Marie Poulin
- Orléans : Jérôme Martineau
- Comté de Québec n° 1 : Pierre-Amable de Bonne
- Comté de Québec n° 2 : Ralph Gray
- Basse-ville de Québec n° 1 : John Jones
- Basse-ville de Québec n° 2 : Pierre-Stanislas Bédard
- Haute-ville de Québec n° 1 : Claude Dénéchau
- Haute-ville de Québec n° 2 : John Blackwood
- Richelieu n° 1 : Louis Bourdages
- Richelieu n° 2 : Hyacinthe-Marie Simon dit Delorme
- Saint-Maurice n° 1 : Thomas Coffin
- Saint-Maurice n° 2 : Michel Caron
- Surrey n° 1 : Jacques Cartier
- Surrey n° 2 : Paschal Chagnon
- Trois-Rivières n° 1 : Ezekiel Hart
- Trois-Rivières n° 2 : Joseph Badeaux
- Warwick n° 1 : Ross Cuthbert
- Warwick n° 2 : James Cuthbert
- William-Henry : Jonathan Sewell
- York n° 1 : Jean-Joseph Trestler
- York n° 2 : John Mure

## Sources
- Section historique du site de l'Assemblée nationale du Québec